# Pithecopus hypochondrialis
Pithecopus hypochondrialis (Synonym: Phyllomedusa hypochondrialis) ist ein Froschlurch aus der Gattung Pithecopus. Die Gattung zählt zur Unterfamilie der Greiffrösche (Phyllomedusinae) innerhalb der Familie der Laubfrösche.

## Merkmale
Weibchen von Pithecopus hypochondrialis erreichen eine Körperlänge von bis zu 5 cm, Männchen bleiben mit 4 bis 4,5 cm kleiner, außerdem sind die Weibchen etwas fülliger. Der Körper ist allgemein schlank gebaut, der Kopf ist massig und das Abdomen verjüngt sich nach hinten zu. Die großen, runden Augen sind silbrig grau und haben eine rundliche oder vertikal geschlitzte Pupille. Je die ersten zwei Finger respektive Zehen stehen sich gegenüber, somit können Hände und Füße gut greifen. Nachts ist der glatte Rücken meist braun, tagsüber grell grün. Die Innenseiten der Beine sind orange und schwarz gestreift, der Bauch ist ebenfalls kräftig oder blass gelb und schwarz gestreift oder gesprenkelt.

## Lebensweise
Pithecopus hypochondrialis ist nachtaktiv und klettert in der Vegetation seines Habitats. Er versteckt sich tagsüber mit angelegten Beinen gut getarnt auf Blättern, nachts jagt er verschiedene Insekten, etwa kleine Grillen und Fliegen, die im Sprung erbeutet werden. Zur Paarung kurz nach Beginn der Regenzeit umklammert das Männchen ein Weibchen mehrere Tage, bevor 40 bis 80 (maximal 120) Eier oberhalb des Wassers in tütenartig zusammengerollten Blättern abgelegt und dabei befruchtet werden. Es können mehrere Gelege angelegt werden. Nach etwa 8 bis 10 Tagen schlüpfen die Kaulquappen und fallen ins Wasser, wo sie sich innerhalb von 7 bis 10 Wochen zu kleinen Fröschen entwickeln. In Gefangenschaft kann Pithecopus hypochondrialis ein Alter von etwa 7 Jahren erreichen.

## Verbreitung
Pithecopus hypochondrialis kommt im nördlichen und östlichen Südamerika in Venezuela, Surinam, Guayana und Brasilien vor. Im zentralen Südamerika grenzt sein Verbreitungsgebiet an die östlichen Anden. Habitate sind die Ufervegetationen stehender Gewässer und Tümpel in Wald- und Savannenregionen mit ausgeprägten Regen- und Trockenzeiten.

## Systematik
Die Erstbeschreibung von Pithecopus hypochondrialis erfolgte 1800 durch den französischen Zoologen François-Marie Daudin unter dem wissenschaftlichen Namen Hyla hypochondrialis. Lange Zeit wurde der Frosch unter dem Namen Phyllomedusa hypochondrialis zu den Makifröschen gestellt. Eine verwandte Art ist Pithecopus azureus, die früher auch als Unterart von Pithecopus hypochondrialis angesehen wurde.

## Terraristik
Pithecopus hypochondrialis sollte bei Temperaturen zwischen 24 und 28 °C (lokal bis 30 °C) und einer relativen Luftfeuchte zwischen 60 und 80 % (nachts 90 bis 100 %) in einem üppig bepflanzten, hohen Terrarium mit großblättrigen Pflanzen, Klettermöglichkeiten, Wurzeln und größerem Wasserteil gehalten werden. Da die Tiere in Gefangenschaft anfällig für Bakterien- und Pilzinfektionen sind, ist auf äußerste Hygiene zu achten.